# Morten Espersen
Morten Gert Espersen (Hvidovre, 21 de junio de 1951) es un deportista danés que compitió en remo. Ganó cinco medallas en el Campeonato Mundial de Remo entre los años 1976 y 1986.

## Palmarés internacional
| Campeonato Mundial | Campeonato Mundial       | Campeonato Mundial | Campeonato Mundial      |
| Año                | Lugar                    | Medalla            | Prueba                  |
| ------------------ | ------------------------ | ------------------ | ----------------------- |
| 1976               | Villach (Austria)        | Medalla de plata   | Scull individual ligero |
| 1977               | Ámsterdam (Países Bajos) | Medalla de plata   | Scull individual ligero |
| 1978               | Copenhague (Dinamarca)   | Medalla de plata   | Scull individual ligero |
| 1984               | Montreal (Canadá)        | Medalla de bronce  | Doble scull ligero      |
| 1986               | Nottingham (Reino Unido) | Medalla de bronce  | Ocho con timonel ligero |